# Любавин, Анатолий Александрович
Анато́лий Алекса́ндрович Люба́вин (род. 13 февраля 1956, Подольск) — советский и российский график, живописец, педагог, профессор. Вице-президент Российской академии художеств. Ректор Московского государственного академического института им. В. И. Сурикова с 2011 года.
Академик РАХ (2015; член-корреспондент 2006). Народный художник РФ (2014). Лауреат Премии Ленинского комсомола (1984). Член Союза художников СССР с 1983 года.

## Биография

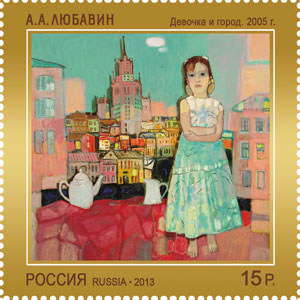
Почтовая марка. Серия «Современное искусство России». А. А. Любавин «Девочка и город. 2005 г.»

Родился 13 февраля 1956 года в Подольске.
В 1971—1975 гг. обучался в Московском областном художественном училище у Ю. А. Карпушина, М. М. Булгаковой и А. М. Дубинчика.
В 1975—1981 гг. обучался в МГХИ им. В. И. Сурикова на графическом факультете в мастерской народного художника СССР, академика Н. А. Пономарёва.
В 1981—1984 стажировался в творческих мастерских АХ СССР под руководством народного художника СССР О. Г. Верейского.
В 1983 году принят в Союз художников СССР.
В 1998—2004 гг. преподавал в Московском государственном текстильном университете им. А. Н. Косыгина.
С 2004 года преподает в родном МГАХИ имени В. И. Сурикова (с 2011 года — ректор).

## Основные произведения
Графика
- Серия «Московские мотивы» (1981—1988)
- Серия «В мастерской художника» (1989)
- Серия «Прогулки по Москве» (1994)
- Серия «Моя семья» (1994—1996)
- Серия «Разговор о Москве» (1997)
- Серия «Осенний сон» (1998—2002)

Живопись
- «Вальс вокруг белого чайника» (2002)
- «Ласточка» (2004)
- «После полудня» (2005)
- «Завтрак на траве» (2005)
- «Девочка и город» (2005)
- «Девочка с красной собакой» (2006)

## Выставки
- 1994 — выставка художников графиков Подмосковья (Москва, Крутицкий Вал, 3)
- 1994 — выставка студии художников города Подольска (Подольский выставочный зал)
- 1995 — выставка творческих мастерских Академии художеств России (Москва, АХ России)
- 1996 — международная квадриенале графики (Москва, ЦДХ)
- 1996 — выставка художников города Подольска посвященная 50-летию мастерской города Подольска (Подольский выставочный зал)
- 1997 — Рождественская выставка художников города Подольска (Подольский выставочный зал)
- 1997 — конкурс художников графиков на приз «Теттероде График» (Москва, РАХ)
- 1997 — Всероссийская выставка посвященная 850-летию города Москвы (Москва, ЦДХ)
- 1998 — Всероссийская выставка центральных областей России (Москва, ЦДХ)
- 1998—1999 — групповая выставка подольских художников (г. Щербинка, Московская обл.)
- 1999 — персональная выставка в галерее «Союз-Творчество» (Москва)[3]
- 1999 — Всероссийская выставка «Отечество» (Москва)
- 1999 — персональная выставка в Сан-Пьетро (Италия)
- 2003 — персональная выставка (Москва, ЦДХ)
- 2008 — персональная выставка «Семейный альбом», Москва[4]
- 2014 — персональная выставка в Нижнем Новгороде[5]
- 2014 — персональная выставка в Кирове «Где же ты, мечта…»
- 2015 — Персональная выставка «Мгновение вечности» (Москва, Галерея «MustART»)[6]
- 2020 — персональная выставка «Силовые линии» (Екатеринбург, Дом художника, Четвёртый открытый Всероссийский биеннале-фестиваль графики УралGrapho)

## Награды
- Народный художник РФ (2014)[1]
- Заслуженный художник РФ (2004)
- Премия Правительства Российской Федерации в области культуры (2017)
- Премия Ленинского комсомола (1984)
- Диплом и II премия международного конкурса молодых художников СССР и ЧССР «Наш современник» (1984)
- Диплом РАХ (1992)
- Золотая медаль РАХ (2003)
- Диплом II международного конкурса художников им. Виктора Попкова (2008).